# Marius Klumperbeek
Marius Pieter Louis (Marius) Klumperbeek  (Jakarta, 7 augustus 1938) is een voormalige Nederlandse roeier. Hij vertegenwoordigde Nederland tweemaal op de Olympische Spelen en won hierbij één medaille.
Op de Olympische Spelen van 1960 in Rome was hij stuurman op het onderdeel vier met stuurman. Met het Nederlandse team behaalde hij met een tijd van 7.12,02 in de halve finale uitgeschakeld. Vier jaar later behaalde hij op de Olympische Spelen van 1964 in Tokio een bronzen medaille bij de vier met stuurman. Met een tijd van 7.06,46 eindigde de Nederlands roeiploeg achter Duitsland en Italië, die in respectievelijk 7.00,44 en 7.02,84 over de finish kwamen.
Klumperbeek was lid van de studentenroeivereniging Njord en werd later huisarts.

## Palmares

### Roeien (vier met stuurman)
- 1960: ½ fin. OS - 7.12,02
- 1964:  OS - 7.06,46

Toon de Ruiter · 
Frank Moerman · 
Ype Stelma · 
Henk Wamsteker · 
Marius Klumperbeek (stuurman)
Lex Mullink · 
Jan van de Graaff · 
Freek van de Graaff · 
Bobbie van de Graaf · 
Marius Klumperbeek (stuurman)